# 유수성
유수성(劉遂成, ? ~ ?)은 전한 후기의 제후로, 노공왕의 후손이다.

## 생애
아버지 유봉의의 뒤를 이어 하구후(瑕丘侯)에 봉해졌다. 시호를 희(釐)라 하였고, 작위는 아들 유우가 이었다.

## 출전
- 반고, 《한서》 권15하 왕자후표 下

| 전임 아버지 하구양후 유봉의 | 전한의 하구후 ? ~ ? | 후임 아들 유우 |